# عبدالعزیز الصبیانی
عبدالعزیز الصبیانی (انگلیسی: Abdulaziz Alsibyani؛ زادهٔ ۱۲ آوریل ۱۹۸۹) یک ورزشکار اهل عربستان سعودی است.
از باشگاه‌هایی که در آن بازی کرده‌است می‌توان به باشگاه فوتبال الحزم عربستان سعودی، باشگاه فوتبال الاتحاد، باشگاه فوتبال القادسیه عربستان سعودی، باشگاه فوتبال الرائد عربستان سعودی، و باشگاه فوتبال النجمه عربستان سعودی اشاره کرد.